# Oblastní hokejové soutěže 1957/1958
Československé oblastní soutěže ledního hokeje 1957/1958 byla třetí nejvyšší hokejovou soutěží na území Československa.

## Systém soutěže
Soutěž se byla rozdělena do 8 skupin po 5  nebo 6 účastnících. Ve skupinách se všechny kluby utkaly každý s každým (celkem 8 (10) kol). Vítězové jednotlivých skupin se následně utkaly ve 2 skupinách o postup do Celostátní soutěže (postoupil vždy nejlepší ze dvou skupin). Nejhorší tým a 5 nejhorších týmů z předposledního místa sestoupily do krajského přeboru.
Tabulky nejsou úplné.

### Skupina A
| Poř. | Tým                          | Z | V | R | P | VB | OB | B  |
| ---- | ---------------------------- | - | - | - | - | -- | -- | -- |
| 1.   | TJ Spartak Soběslav          | 7 | 5 | 0 | 2 | 36 | 25 | 10 |
| 2.   | TJ Sokol Toušeň              | 7 | 4 | 0 | 3 | 34 | 37 | 8  |
| 3.   | TJ Dynamo České Budějovice   | 6 | 3 | 0 | 3 | 35 | 29 | 6  |
| 4.   | TJ Spartak Tatra Smíchov "B" | 7 | 3 | 0 | 4 | 35 | 40 | 6  |
| 5.   | TJ Baník Hostivař            | 5 | 1 | 0 | 4 | 27 | 36 | 2  |

### Skupina B
| Poř. | Tým                               | Z | V | R | P | VB | OB | B  |
| ---- | --------------------------------- | - | - | - | - | -- | -- | -- |
| 1.   | TJ Sokol Ruzyně                   | 8 | 6 | 1 | 1 | 38 | 21 | 13 |
| 2.   | TJ Baník Kladno SONP "B"          | 8 | 4 | 2 | 2 | 41 | 20 | 10 |
| 3.   | TJ Spartak Rožmitál pod Třemšínem | 8 | 5 | 0 | 3 | 30 | 28 | 10 |
| 4.   | TJ Tatran Lány                    | 8 | 2 | 0 | 6 | 29 | 48 | 4  |
| 5.   | TJ Jiskra Nejdek                  | 8 | 1 | 1 | 6 | 23 | 44 | 3  |

### Skupina C
| Poř. | Tým                              | Z | V | R | P | VB | OB | B  |
| ---- | -------------------------------- | - | - | - | - | -- | -- | -- |
| 1.   | TJ Lokomotiva Liberec            | 8 | 8 | 0 | 0 | 86 | 20 | 16 |
| 2.   | TJ Spartak Ústí nad Labem        | 8 | 5 | 1 | 2 | 40 | 33 | 11 |
| 3.   | TJ Jiskra Lovosice               | 8 | 3 | 1 | 4 | 35 | 35 | 7  |
| 4.   | TJ Jiskra Dvůr Králové nad Labem | 8 | 3 | 0 | 5 | 30 | 45 | 6  |
| 5.   | TJ Slavoj Bakov nad Jizerou      | 8 | 0 | 0 | 8 | 17 | 75 | 0  |

### Skupina D
| Poř. | Tým                           | Z | V | R | P | VB | OB | B  |
| ---- | ----------------------------- | - | - | - | - | -- | -- | -- |
| 1.   | TJ Spartak ZVÚ Hradec Králové | 7 | 7 | 0 | 0 | 43 | 10 | 14 |
| 2.   | TJ Sokol Okříšky              | 7 | 4 | 0 | 3 | 23 | 18 | 8  |
| 3.   | TJ Spartak Jihlava            | 6 | 3 | 0 | 3 | 23 | 29 | 6  |
| 4.   | TJ Jiskra Poděbrady           | 6 | 2 | 0 | 4 | 16 | 23 | 4  |
| 5.   | TJ Slovan Přelouč             | 8 | 1 | 0 | 7 | 17 | 42 | 2  |

### Skupina E
| Poř. | Tým                         | Z | V | R | P | VB | OB | B  |
| ---- | --------------------------- | - | - | - | - | -- | -- | -- |
| 1.   | TJ Spartak Třebíč           | 7 | 7 | 0 | 0 | 63 | 20 | 14 |
| 2.   | VTJ Dukla Olomouc           | 8 | 4 | 0 | 4 | 37 | 32 | 8  |
| 3.   | TJ Spartak Královo Pole "B" | 8 | 3 | 2 | 3 | 27 | 30 | 8  |
| 4.   | VTJ Dukla Opava             | 7 | 3 | 1 | 3 | 33 | 34 | 7  |
| 5.   | TJ Sokol Prštice            | 8 | 0 | 1 | 7 | 21 | 65 | 1  |

### Skupina F
| Poř. | Tým                         | Z | V | R | P | VB | OB | B  |
| ---- | --------------------------- | - | - | - | - | -- | -- | -- |
| 1.   | TJ Tatran Uherský Ostroh    | 7 | 7 | 0 | 0 | 55 | 20 | 14 |
| 2.   | TJ Jiskra Staré Město       | 8 | 5 | 1 | 2 | 71 | 27 | 11 |
| 3.   | TJ Spartak Zbrojovka Vsetín | 6 | 2 | 1 | 3 | 37 | 24 | 5  |
| 4.   | TJ Iskra Odeva Trenčín      | 6 | 2 | 0 | 4 | 17 | 46 | 4  |
| 5.   | TJ Tatran Skalica           | 7 | 0 | 0 | 7 | 13 | 76 | 0  |

### Skupina G
| Poř. | Tým                                | Z  | V  | R | P | VB  | OB | B  |
| ---- | ---------------------------------- | -- | -- | - | - | --- | -- | -- |
| 1.   | TJ Červená hviezda Banská Bystrica | 10 | 10 | 0 | 0 | 113 | 20 | 20 |
| 2.   | TJ Slovan Nitra                    | 10 | 6  | 1 | 3 | 49  | 36 | 13 |
| 3.   | VTJ Dukla Zvolen                   | 10 | 4  | 1 | 5 | 47  | 62 | 9  |
| 4.   | TJ Dynamo Energia Bratislava       | 10 | 4  | 1 | 5 | 32  | 56 | 9  |
| 5.   | TJ Spartak Brezno                  | 10 | 2  | 1 | 7 | 24  | 75 | 5  |
| 6.   | TJ Spartak Kovosmalt Bratislava    | 10 | 2  | 0 | 8 | 29  | 45 | 4  |

### Skupina H
| Poř. | Tým                             | Z  | V  | R | P | VB | OB | B  |
| ---- | ------------------------------- | -- | -- | - | - | -- | -- | -- |
| 1.   | VTJ Dukla Prešov                | 10 | 10 | 0 | 0 | 96 | 22 | 20 |
| 2.   | TJ Slovan Vysoké Tatry          | 10 | 6  | 0 | 4 | 78 | 62 | 13 |
| 3.   | DŠO Lokomotíva Spišská Nová Ves | 10 | 6  | 0 | 4 | 44 | 38 | 12 |
| 4.   | TJ Slavoj Sabinov               | 10 | 4  | 0 | 6 | 40 | 57 | 8  |
| 5.   | VTJ Dukla Martin                | 10 | 2  | 0 | 8 | 30 | 67 | 4  |
| 6.   | TJ Iskra Liptovský Mikuláš      | 10 | 2  | 0 | 8 | 32 | 74 | 4  |